# Домнинки
Домнинки — деревня в городском округе Кашира Московской области.

## География
Находится в южной части Московской области на расстоянии приблизительно 22 км на юг-юго-восток по прямой от железнодорожной станции Кашира.

## История
Известна с 1571 года как погибшая после набега Девлет-Гирея и ставшая пустошью. Названо по фамилии его первого владельца — дворянина Домнина. В 1624 году пустошь принадлежала М. И. Писареву. К середине XVII века пустошь была заселена, земли были размежеваны между Я. С. Писаревым и А.Шишкиным. В советское время работали колхозы «Красная Смедва», «За высокий урожай», им. Хрущева, «Искра», «Светлый путь», совхоз «Каменский». До 2015 года входила в состав сельского поселения Домнинского Каширского района.

## Население
Постоянное население составляло 92 человека в 2002 году (русские 95 %), 109 в 2010.